# Вільгельм Пфайль
Фрідріх Вільгельм Леопольд Пфайль (нім. Friedrich Wilhelm Leopold Pfeil; 28 березня 1783, Раммельбург — 4 вересня 1859 Вармбрюнн) — німецький учений-лісівник, викладач, науковий письменник.

## Біографія
Походив зі стародавнього і багатого бюргерського роду. Дитинство провів у маєтку батьків, початкову освіту здобув удома, з 1797 року навчався в гімназії в Ашерслебені. У 1801 році у зв'язку з смертю батька був змушений залишити навчання і почати працювати, щоб прогодувати раптово збіднілу сім'ю. З 1801 по 1804 рік працював лісником у прусських королівських лісах і тоді ж вивчав лісівництво, спеціалізуючись на листяних породах. З 1804 року служив помічником лісника в Кляйніце і Каролате, з 1806 року — лісником (Форстером). 
У 1813 році добровольцем пішов на фронт Визвольної війни проти Наполеона Бонапарта. У 1815 році був призначений оберфорстером, в 1816 році — формейстером, при цьому всі свої знання з лісівництва придбав практичним шляхом, не маючи ніякої спеціальної теоретичної освіти. У 1816 році була опублікована і його перша наукова робота, і в 1821 році він зайняв посаду професора лісівництва в Берлінському університеті, очоливши при ньому академію лісового господарства і в тому ж році став почесним доктором факультету мистецтв; для самоучки в Пруссії того часу це було надзвичайне досягнення. У 1830 році з ініціативи Пфайля було відкрито навчальне лісництво в Нейштадт-Еберсвальде, і він же був призначений його завідувачем. Викладав до 1859 року (тобто до кінця життя), активно займався науково-практичною роботою; помер через кілька місяців після виходу у відставку (з присвоєнням рангу таємного оберфорстрата) під час перебування на курорті. 
За спогадами сучасників, влітку вставав в 4,5 години ранку, взимку — в 5. У 1850 році за свої заслуги був нагороджений орденом Червоного орла II класу. Був членом ряду наукових товариств, в тому числі з 1825 року — Гезетлозенского берлінського суспільства. Вважається фактичним засновником наукового лісівництва Німеччини. Вчений прагнув встановити зв'язок лісівницької науки з іншими областями знань, в першу чергу з економікою. В економіці був прихильником поглядів Адама Сміта. Відстоював необхідність домінування в Німеччині хвойних лісів. Був прихильником і любителем полювання, залишивши про нього ряд праць. Як педагог приділяв велику увагу практиці і лісовим екскурсіях.
Головні роботи: «Vollständige Anleitung zur Beamhandlung etc. der Forsten»(Цюлліх, 1820—1821), «Grundsätze der Forstwirtschaft in Bezug auf Nationaloeconomie u. Staatsfinanzwissenschaft» (там же, 1822—24) «Die Behandlung und Schätzung des Mittelwaldes» (там же, 1824), «Neue vollständige Anleitung zur Behandlung, Benutzung und Schätzung der Forsten»(там же, 1830-33; 3-є видання — 1854-58), «Die Forstwissenschaft nach rein practische Ansicht» (там же, 1831; 6-е видання Преслер, 1870), «Die Forstgeschichte Preusens bis zum Jahr 1806» (Лейпциг, 1839), «Die deutsche Holzzucht» (там же, 1860). У 1822 році Пфайль заснував журнал «Kritische Blätter für Forst- und Jagdwissenschaft».